# Dendronephthya merguiensis
Dendronephthya merguiensis är en korallart som beskrevs av Henderson 1909. Dendronephthya merguiensis ingår i släktet Dendronephthya och familjen Nephtheidae. Inga underarter finns listade i Catalogue of Life.